# Mogadishu City Club
Der Mogadishu City Club ist ein somalischer Fußballverein in Mogadischu. Mit vier gewonnenen Meisterschaften gehört er zu den erfolgreichsten Vereinen in Somalia.

## Geschichte
Der Verein wurde 1991 als Banadir Sports Club gegründet und spielt seitdem ununterbrochen in der ersten Liga des Landes, wo er viermal Meister wurde, zuletzt in der Saison 2009/10. Seitdem der Verein das erste Mal im Jahr 1999 Meister wurde, dominiert er zusammen mit dem Rivalen Elman FC die Liga; sie spielen die Meisterschaft unter sich aus. Im Jahr 2019 bekam der Klub seinen jetzigen Namen Mogadishu City Club.

## Erfolge
- Somalischer Meister
  - 1998/99, 2004/06, 2008/09, 2009/10, 2013/14, 2015/16, 2019/2020, 2024/25

- Somalischer Pokalsieger: 
  - 2003, 2012, 2018